# Soroc (dans)
Sorocul este un dans popular românesc, originar din zona de câmpie a Banatului.
Sorocul este unul dintre cele mai pretențioase dansuri populare românești în privința execuției. Mișcările acestui dans sunt de o ritmică foarte complicată, iar elementele de bază ale mișcărilor se combină între ele cu foarte multă varietate. Acest dans a fost executat la început numai de către bărbați, iar mai târziu și mixt (în perechi).
Au fost recenzate mai multe variante de "soroc", între care: Sorocul de la Beregsăul Mare; Sorocul de la Felnac; Sorocul de la Jebel; Sorocul lui Bodroc; Sorocul lui Toni; Sorocul mare; Soroc ca la Sânmihai. 